# Poli ADP-ribosio polimerasi

ADP ribosio

Nicotinammide adenina dinucleotide

Poli ADP-ribosio polimerasi (PARP) è una famiglia di proteine coinvolte in alcuni processi inclusi la riparazione del DNA e apoptosi.

## Membri della famiglia PARP
La famiglia delle PARP è composta da 17 membri, che hanno struttura e funzione differente all'interno della cellula.
- PARP1, PARP2, VPARP (PARP4), Tanchirase-1 e -2 (PARP-5a or TNKS, e PARP-5b or TNKS2) hanno un'attività (PAR) polimerasica confermata.
- Altre PARP comprendono: PARP3, PARP6, TIPARP or "PARP7" , PARP8, PARP9, PARP10, PARP11, PARP12, PARP14, PARP15, e PARP16.

## Struttura

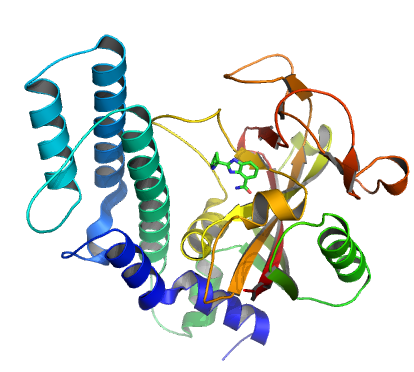
Struttura PARP1

PARP è composta da Quattro domini: un dominio DNA-binding, un dominio di auto modificazione, e un dominio catalitico.
Il dominio DNA binding è composto da due strutture a dito di zinco. In presenza di DNA danneggiato (escissione di paia di basi),questo dominio si legherà al DNA inducendo un cambiamento conformazionale,ed è stato dimostrato che questo legame è indipendente dagli altri domini. Il dominio di auto modificazione è responsabile del rilascio della proteina dal DNA dopo la catalisi.

## Funzioni
PARP è stata trovata nel nucleo cellulare, il suo ruolo principale è quello di individuare e segnalare le rotture a singolo filamento del DNA (SSB) all'apparato enzimatico coinvolto nella riparazione degli SSB. L'attivazione di PARP consiste di un'immediata risposta cellulare a danni metabolici, chimici e indotti da radiazioni ai singoli filamenti di DNA. Quando PARP individua un SSB si lega al DNA, e, dopo cambi strutturali, inizia la sintesi di catene di poli ADP-ribosio (PAR) che fungono da segnale per altri enzimi di riparazione del DNA come la DNA ligase III (LigIII), DNA polimerasi beta (polβ) e proteine scaffold(di sostegno) come la XRCC1. Dopo la riparazione, le catene PAR sono degradate dalla PARG(Poli ADP-ribosio glicoidrolase).
Inoltre, NAD+ è necessario come substrato per generare i monomeri di ADP-ribosio. L'iperattivazione della PARP può esaurire le riserve di NAD+ cellulare e indurre un progressivo esaurimento di ATP, dal momento che l'ossidazione del glucosio è inibita, e morte cellulare per necrosi. A questo proposito, PARP è inattivata (scissa) dalla caspasi-3 (in un dominio specifico dell'enzima) durante l'apoptosi.
Gli enzimi PARP sono essenziali in diversi tipi di funzione cellulare
, inclusa l'espressione dei geni dell'infiammazione: PARP1 è necessaria per indurre la l'espressione del gene ICAM-1 da parte delle cellule muscolari lisce, in risposta al TNF.

## Attività
Il dominio catalitico è responsabile della polimerizzazione. Ha un dominio altamente conservato comune a tutti I membri della famiglia delle PARP. I polimeri PAR possono raggiungere lunghezze fino a 200 bp prima di indurre I processi apoptotici. La loro formazione è simile a quella dei polimeri di DNA dai nucleosidi trifosfati. La normale sintesi del DNA richiede che il pirofosfato agisca come lasciando un gruppo fosfato legato al ribosio. PAR è sintetizzato usando la nicotinamide (NAM) come leaving group, lasciando un pirofosfato come gruppo legante il ribosio.

### Riparazione ai tagli del DNA
PARP svolge un'importante funzione nella riparazione dei tagli ai singoli filamenti di DNA. Si lega ai siti di taglio tra gli N-terminali (Dito di zinco) e richiama a sé XRCC1, DNA ligase III, DNA polimerasi beta, e chinasi. Questo complesso è chiamato base excision repair (BER),e comprende anche PARP-2. È stato dimostrato che l'oligomerizzazione stimola l'attività catalitica di PARP.

### Ruolo delle tanchirasi
Le tanchirasi sono PARP che comprendono ripetizioni di anchirina, domini di oligomerizzazione (SAM), e il dominio catalitico delle PARP (PCD). Le tanchirasi sono PARP-5a e PARP-5b, chiamate in questo modo per la loro interazione con le proteine associate ai telomeri come TRF1 e con le anchirine ripetute. Esse possono consentire la rimozione dai cromosomi dei complessi inibitori della telomerasi contribuendo in questo modo al mantenimento dei telomeri. Attraverso i domini “SAM” e ANK possono oligomerizzare e interagire con molte proteine, come TRF1, TAB182, GRB14, IRAP, NuMa, EBNA-1, e Mcl-1. Le tanchirasi svolgono diversi ruoli nella cellula, ad esempio:
- movimento vescicolare attraverso l'interazione della vescicola 'GLUT4 (GSVs) con IRAP (insulin-responsive amino peptidase);
- assemblaggio del fuso attraverso la sua interazione con l'apparato mitotico nucleare (NUMA), permettendo quindi la bipolarità.

### Morte cellulare
Al taglio del DNA da parte degli enzimi coinvolti nella morte cellulare(come le caspasi), PARP può esaurire l'ATP di una cellula nel tentativo di riparare il DNA danneggiato. L'esaurimento dell'ATP in una cellula porta alla lisi e morte cellulare. PARP ha anche l'abilità di indurre direttamente apoptosi, tramite la produzione di PAR, che stimola I mitocondri a rilasciare i fattori di induzione dell'apoptosi(AIF). Questo meccanismo sembra essere caspasi indipendente.

### Ruolo nelle mutazioni Epigenetiche
Le modificazioni post trascrizionali mediate da PARP di proteine come CTCF possono influenzare la quantità di metilazioni nei dinucleotidi CpG. È stato proposto che PARP possa influenzare la quantità del DNA metilato tramite legame diretto con la DNA metiltransferasi(DNMT-1) dopo il legame con le catene di ADP-ribosio e l'interazione con CTCF.

## Inattivazione di PARP
PARP viene inattivata tramite una caspasi. Si ritiene che avvenga un'inattivazione spontanea in presenza di vasti danni del DNA. In questi casi, per la riparazione dei Danni ci vorrebbe più energia di quella disponibile, quindi questa energia viene recuperata per le altre cellule del tessuto tramite l'apoptosi.
Mentre la scissione in vitro si verifica con tutte le caspasi, dati preliminari suggeriscono che la caspasi-3 e 7 sono le maggiori responsabili della scissione in vivo.
La scissione avviene a livello dell'acido aspartico(214) e della glicina (215), separando PARP in frammenti rispettivamente di 24 KDa e 89KDa. Il frammento più piccolo contriene la struttura a dito di zinco necessaria per legarsi al DNA. Il frammento di 89 kDa include il dominio di auto modificazione e quello catalitico.
Il meccanismo di attivazione del dominio catalitico tramite l'inattivazione di PARP si basa sulla separazione della regione DNA-binding e del dominio di auto modificazione. In questo modo il dominio DNA-binding si leghera ad un sito danneggiato e non sarà in grado di effettuare la riparazione, in quanto non ha più il dominio catalitico. Il dominio DNA-binding in questo modo impedisce alle PARP non scisse di accedere a i siti danneggiati.